# Harwich Center
Harwich Center è un census-designated place (CDP) degli Stati Uniti d'America, situato nello stato del Massachusetts, nella contea di Barnstable.